# David Schuster
Pour les articles homonymes, voir Schuster.
 (octobre 2021).
David Schuster (né le 26 mai 1910 à Bad Brückenau, mort le 8 octobre 1999 à Wurtzbourg) est un homme d'affaires et président de la communauté juive de Wurtzbourg.

## Biographie
David Schuster va à l'école primaire et secondaire à Wurtzbourg et apprend plus tard l'industrie du textile et de la chaussure dans une école commerciale et devient employé. En 1932, il reprend le Centralhotel à Bad Brückenau, auparavant dirigé par ses parents. En raison de leurs origines juives, lui et son père sont transférés en 1937 au camp de concentration de Dachau, et un an plus tard au camp de concentration de Buchenwald. Afin de transférer dans un semblant légal le Centralhotel en possession des nazis, ils sont libérés peu de temps après à la condition qu'ils quittent l'Allemagne. Schuster émigre en Palestine, où il travaille comme employé pour une entreprise de construction. Son fils Josef naît à Haïfa en 1954.
En 1956, la famille retourne à Wurtzbourg, où David reprend la propriété de ses parents. Il reçoit un poste d'enseignant pour l'histoire juive à l'université de Wurtzbourg et est élu premier président de la communauté juive de Wurtzbourg en 1958. Après avoir d'abord siégé au Présidium, il est le premier vice-président de l'Association des communautés religieuses israélites de Bavière à partir de 1971 et est réélu pour la dernière fois en janvier 1997. Il est aussi membre du conseil du Conseil central des Juifs en Allemagne, membre fondateur et membre du conseil d'administration du Conseil de coordination des associations pour la coopération entre chrétiens et juifs de Basse-Franconie et siège au Sénat bavarois de 1976 à 1981. En 1990, il est nommé citoyen d'honneur de l'université de Wurtzbourg.